# Брауро (бухта)

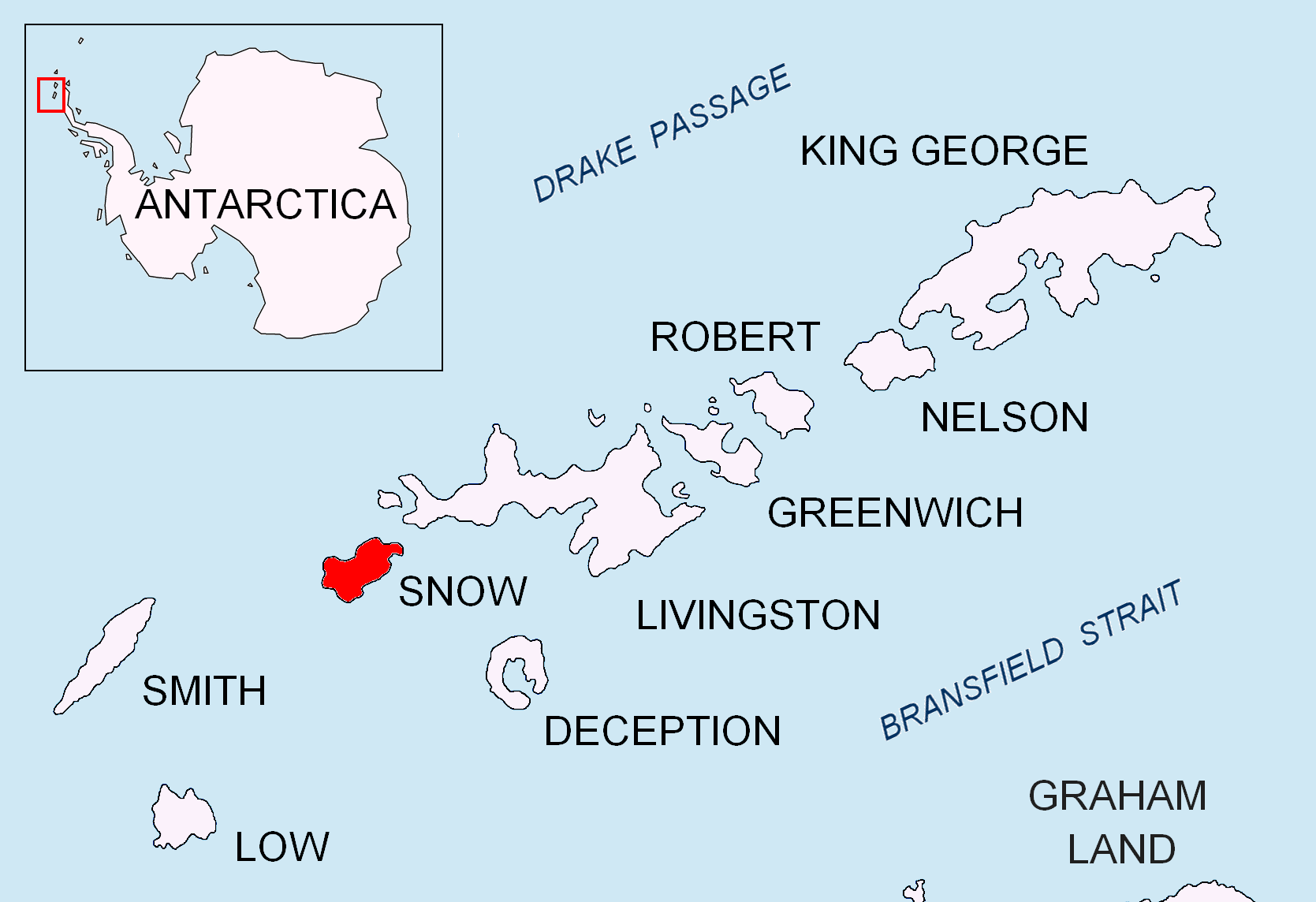
Розташування острова Сноу на Південних Шетландських островах

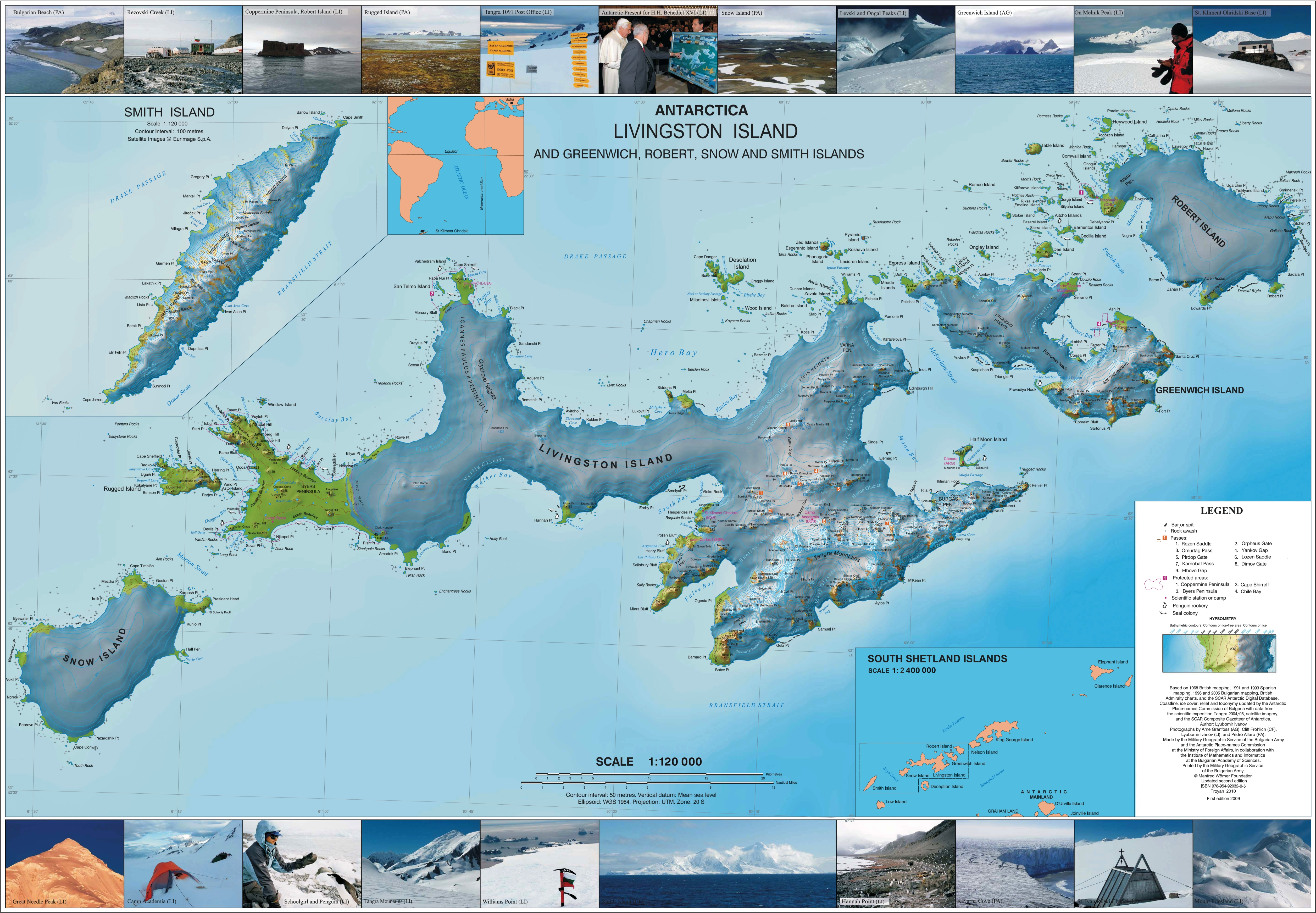
Топографічна карта островів Лівінгстон, Гринвіч, Роберт, Сноу та Сміт

Бухта Брауро (болг. Ивайлов залив, "Івайлов Залів" \ i-'vay-lov 'za-liv \) - бухта завширшки 1,93 км, яка відступає на 620 м північно-західного узбережжя острова Сноу на Південних Шетландських островах, Антарктида. Вона входить на південний захід від пункту Мездра та північний схід від пункту Ірнік.
Бухта названа на честь фракійської богині Брауро.

## Розташування
Бухта Брауро ззнаходиться за координатами 62°43′15″ пд. ш. 61°21′20″ зх. д. / 62.72083° пд. ш. 61.35556° зх. д. Британське картографування у 1968 р., Болгарське у 2009 та 2017 рр.

## Карти
- Острів Лівінгстон до острова Кінг Джордж. [Архівовано 13 травня 2021 у Wayback Machine.] Масштаб 1: 200000. Діаграма адміралтейства 1776. Управління гідрографії Великої Британії, 1968
- Л. Л. Іванов. Антарктида: острови Лівінгстон та Гринвіч, Роберт, Сноу та Сміт. [Архівовано 24 квітня 2008 у Wayback Machine.] Масштаб 1: 120000 топографічної карти. Троян: Фонд Манфреда Вернера, 2009.ISBN 978-954-92032-6-4
- Л. Л. Іванов. Антарктида: острів Лівінгстон та острів Сміт. Масштаб 1: 100000 топографічної карти. Фонд Манфреда Вернера, 2017.ISBN 978-619-90008-3-0
- Антарктична цифрова база даних (ADD). [Архівовано 5 березня 2017 у Wayback Machine.] Масштаб 1: 250000 топографічної карти Антарктиди. Науковий комітет з антарктичних досліджень (SCAR). З 1993 року регулярно модернізується та оновлюється

## Зовнішні посилання
- Бухта Брауро. [Архівовано 15 лютого 2020 у Wayback Machine.] Коригується супутникове зображення Copernix

Ця стаття використовує інформацію з Антарктичної комісії з географічних назв Болгарії, і яка використовується з її дозволу.